# 第一代西敏公爵休·格羅夫納

第一代西敏公爵休·盧普斯·格羅夫納 KG，PC，JP（Hugh Lupus Grosvenor, 1st Duke of Westminster；1825年10月13日—1899年12月22日）是一名英格兰贵族，为西敏公爵头衔的第一任拥有者，1831至1845年间为贝尔格雷夫子爵（Viscount Belgrave）、1845年至1869年间为格罗夫纳伯爵（Earl Grosvenor）、1869年至1874年间为西敏侯爵（The Marquess of Westminster）。他曾就读伊顿公学和牛津大学贝利奥尔学院，在22岁就进入议院，还当过御马官，但实际上对政治不是很感兴趣，而把大把时间花在装修他的庄园（如伊顿庄园）、赛马上。

## 家庭
1852年，休·盧普斯與第二代薩瑟蘭公爵喬治·薩瑟蘭-琉森-高爾的女兒康斯坦絲結婚，兩人共有4子3女：
1. 維克多·亞歷山大（1853年—1884年）
2. 伊莉莎白·哈麗埃特（1856年—1928年）
3. 碧翠絲·康斯坦絲（1858年—1911年）
4. 亞瑟·休（1860年—1929年）
5. 亨利·喬治（1861年—1914年）
6. 瑪格麗特·艾薇琳（英语：Margaret Cambridge, Marchioness of Cambridge）（1873年—1929年）
7. 傑拉德·理查（1874年—1940年）

康斯坦絲於1880年去世。1882年，休·盧普斯與凱瑟琳·卡羅琳·卡文迪許（Katherine Caroline Cavendish）結婚，兩人共有2子2女：
1. 瑪麗·卡文迪許（1883年—1959年）
2. 休·威廉（英语：Lord Hugh Grosvenor）（1884年—1914年）
3. 海倫·法蘭西絲（1888年—1970年）
4. 愛德華·亞瑟（英语：Lord Edward Arthur Grosvenor）（1892年—1929年）